# Nolčovo
Nolčovo (ungarisch Nolcsó) ist eine Gemeinde im Norden der Slowakei mit 254 Einwohnern (Stand 31. Dezember 2024), die zum Okres Martin, einem Teil des Žilinský kraj, gehört und zur traditionellen Landschaft Turiec gezählt wird.

## Geographie

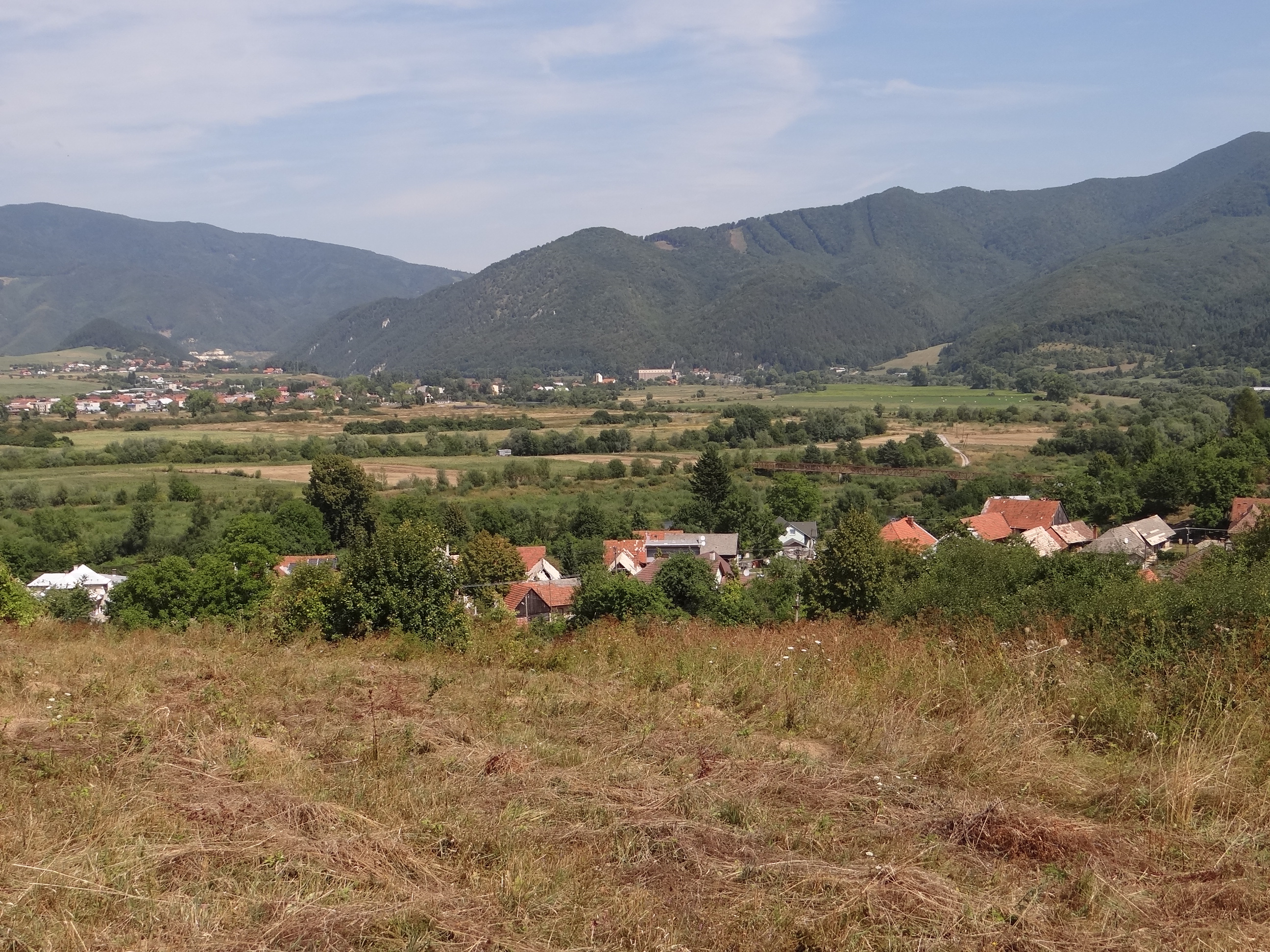
Blick auf Nolčovo mit der Kleinen Fatra im Hintergrund

Die Gemeinde befindet sich im nordöstlichen Teil des Turzbeckens (slowakisch Turčianska kotlina) am Fuße der Großen Fatra und in Sichtweite der Kleinen Fatra, auf einer Flurterrasse am Bach Ráztoka bei dessen Mündung in die Waag. Das Ortszentrum liegt auf einer Höhe von 421 m n.m. und ist 17 Kilometer von Martin entfernt.
Nachbargemeinden sind Krpeľany im Norden und Nordosten, Ľubochňa im Osten, Podhradie im Süden und Westen und Turany im Nordwesten.

## Geschichte
Nolčovo wurde zum ersten Mal 1430 als Nokczo schriftlich erwähnt und war Teil des Herrschaftsgebiets der nahen Burg Sučany. Bis 1722 befand sich hier eine Mautstelle, die auf einem alten Weg von der Turz nach Liptau und weiter nach Osten lag.
1715 gab es 18 Haushalte in Nolčovo, 1785 hatte die Ortschaft 41 Häuser und 319 Einwohner, 1828 zählte man 36 Häuser und 309 Einwohner, die als Hirten und Waldarbeiter beschäftigt waren.
Bis 1918 gehörte der im Komitat Turz liegende Ort zum Königreich Ungarn, kam danach zur Tschechoslowakei beziehungsweise heute Slowakei.

## Bevölkerung
| Jahr                | 1994 | 2004     | 2014    | 2024    |
| ------------------- | ---- | -------- | ------- | ------- |
| Anzahl der Personen | 315  | 254      | 245     | 254     |
| Unterschied         |      | −19,36 % | −3,54 % | +3,67 % |

| Jahr                | 2023 | 2024    |
| ------------------- | ---- | ------- |
| Anzahl der Personen | 255  | 254     |
| Unterschied         |      | −0,39 % |

Nach der Volkszählung 2011 wohnten in Nolčovo 245 Einwohner, davon 239 Slowaken sowie jeweils ein Magyare, Russe und Tscheche. Drei Einwohner machten keine Angabe zur Ethnie.
187 Einwohner bekannten sich zur Evangelischen Kirche A. B., 29 Einwohner zur römisch-katholischen Kirche und drei Einwohner zu einer anderen Konfession. 19 Einwohner waren konfessionslos und bei sieben Einwohnern wurde die Konfession nicht ermittelt.